# Natalja Biestiemjanowa
Natalja Filimonowna Biestiemjanowa, ros. Наталья Филимоновна Бестемьянова (ur. 6 stycznia 1960 w Moskwie) – radziecka łyżwiarka figurowa, startująca w parach tanecznych z Andriejem Bukinem. Mistrzyni olimpijska z Calgary (1988), wicemistrzyni olimpijska z Sarajewa (1984) i uczestniczka igrzysk olimpijskich (1980), 4-krotna mistrzyni świata (1985–1988), 5-krotna mistrzyni Europy (1983, 1985–1988) oraz trzykrotna mistrzyni Związku Radzieckiego (1982, 1983, 1987). Zakończyła karierę amatorską w 1988 roku.

## Osiągnięcia

### Pary taneczne
Z Andriejem Bukinem
| Zawody               | 77–78          | 78–79          | 79–80          | 80–81          | 81–82          | 82–83          | 83–84          | 84–85          | 85–86          | 86–87          | 87–88          |                |                |                |                |                |                |
| Międzynarodowe       | Międzynarodowe | Międzynarodowe | Międzynarodowe | Międzynarodowe | Międzynarodowe | Międzynarodowe | Międzynarodowe | Międzynarodowe | Międzynarodowe | Międzynarodowe | Międzynarodowe | Międzynarodowe | Międzynarodowe | Międzynarodowe | Międzynarodowe | Międzynarodowe | Międzynarodowe |
| -------------------- | -------------- | -------------- | -------------- | -------------- | -------------- | -------------- | -------------- | -------------- | -------------- | -------------- | -------------- | -------------- | -------------- | -------------- | -------------- | -------------- | -------------- |
| Igrzyska olimpijskie |                |                | 8              |                |                |                | 2              |                |                |                | 1              |                |                |                |                |                |                |
| Mistrzostwa świata   |                | 10             |                | 3              | 2              | 2              | 2              | 1              | 1              | 1              | 1              |                |                |                |                |                |                |
| Mistrzostwa Europy   |                |                | 6              | 4              | 2              | 1              | 2              | 1              | 1              | 1              | 1              |                |                |                |                |                |                |
| NHK Trophy           |                |                |                |                |                |                |                |                |                | 1              | 1              |                |                |                |                |                |                |
| Prize of Moscow News |                | 4              | 2              | 3              | 1              | 1              | 1              | 2              | 1              |                |                |                |                |                |                |                |                |
| Skate America        |                |                | 2              |                |                |                |                |                |                |                |                |                |                |                |                |                |                |
| Ennia Challenge Cup  |                |                |                | 1              |                |                |                |                |                |                |                |                |                |                |                |                |                |
| Krajowe              |                |                |                |                |                |                |                |                |                |                |                |                |                |                |                |                |                |
| Mistrzostwa ZSRR     | 3              | 4              | 2              | 3              | 1              | 1              |                | 2              |                | 1              |                |                |                |                |                |                |                |

### Solistki
| Prague Skate | 5 |

## Nagrody i odznaczenia
- Światowa Galeria Sławy Łyżwiarstwa Figurowego – 2019[7]